# Maxime, McDuff & McDo
Maxime, McDuff & McDo es un documental dirigido por Magnus Isacsson y estrenado en 2002. La película retrata el proceso de sindicalización de una franquicia de McDonald’s ubicada en Montreal, Quebec, Canadá. Aunque los trabajadores lograron sindicalizarse con éxito a través de un sindicato afiliado a la Confédération des syndicats nationaux, la empresa respondió cerrando rápidamente el local tras la victoria sindical.